# Igboho
Igboho – miasto w Nigerii, w stanie Oyo.